# 88 fois l’infini
88 fois l’infinie ist ein Theaterstück von Isabelle Le Nouvel, das am 29. September 2021 im Théâtre des Bouffes-Parisiens in Paris uraufgeführt wurde.

## Inhalt
Nach 13 Jahren, in denen es keinen Kontakt zwischen den beiden Halbbrüdern Andrew und Philippe gegeben hat, besucht Philippe seinen Bruder, der ein weltbekannter Pianist ist, seit Jahren aber keine Konzerte mehr gibt und auch nicht mehr komponiert. Die beiden haben drei Gemeinsamkeiten: sie haben denselben Vater, waren beide mehr oder weniger Alkoholiker und hatten dieselbe Frau, Helene. Helene, die ebenfalls zu dem Treffen kommen sollte, war mit Philippe verheiratet und hat ihn als Geliebte Andrews vor 13 Jahren verlassen, und sie lässt auf sich warten.
Während Andrew vaterlos aufgewachsen ist und unter der Abwesenheit seines Vaters gelitten hat, hat Philippe sein Leben unter dessen erdrückender Dominanz verbracht und ihn dann bis zu seinem Tod gepflegt. Hinterlassenschaft des Vaters ist ein Koffer mit alten Papieren und Dokumenten, den Philippe zu dem Treffen mitgebracht hat. Das, was der Koffer enthält, facht von neuem den Hass und den Streit der beiden Brüder an. Während Philippe aber versucht, mit dem Bruder ins Gespräch zu kommen, blockt Andrew zunächst alles ab, ist nervös und gereizt, macht den Bruder schlecht, zieht über Helene her, die das Treffen arrangiert hat und nun nicht erscheint, und bewegt nebenbei die Figuren auf einem Schachbrett.
In den folgenden Sprachduellen der beiden Brüder kommen allmählich die Lebenslügen in der Familie ans Tageslicht, und eine vorsichtige Annäherung der beiden scheint möglich.

## Der Titel des Stücks
88 fois l’infinie, in etwa 88 mal Unendlichkeit, ist ein Zitat aus dem Stück und spielt an auf die 88 Tasten eines Klaviers, 52 weiße und 36 schwarze Tasten, die eine unendliche Varianz von Tonkombinationen ermöglichen.

„52 weiße Tasten. Und 36 schwarze. Eine andere Welt. Eine vollkommene Welt. Eine unendliche Welt und trotzdem immer zur Hand. Nach Belieben. 88 Tasten. 88 mal Unendlichkeit unter meinen Fingern. Und mein Leben hat angefangen.“

## Form
Das Stück ist ein Einakter, in dem die drei aristotelischen Einheiten eingehalten sind: Es spielt an einem einzigen Abend im Salon des Pianisten Andrew, Thema des Stücks ist das Zerwürfnis zwischen den beiden Halbbrüdern sowie bisher nie zur Sprache gekommene Familiengeheimnisse.

## Aufführungen
Die Premiere des Stücks fand am 29. September 2021 am Théâtre des Bouffes-Parisiens statt. Die Rollen waren mit Niels Arestrup (Andrew) und François Berléand (Philippe) besetzt, Regie führte Jérémie Lippmann, die Bühnenmusik komponierte Sylvain Jacques. Von Januar bis März 2023 ging das Stück in gleicher Inszenierung auf Tournee durch Frankreich, die Schweiz und nach Brüssel.

## Hintergrund
88 fois l’infinie ist das vierte Theaterstück der Autorin. Isabelle Le Nouvel, die seit 2012 mit Arestrup verheiratet ist, verarbeitet hier sehr frei Ereignisse aus Arestrups eigener Familiengeschichte. Arestrup wuchs als Einzelkind eines dänisch-französischen Paares in Frankreich auf und erfuhr erst als er 18 Jahre alt war von dessen erster Familie in Dänemark und der Existenz eines Halbbruders. Die beiden Schauspieler der Erstaufführung kennen sich seit ihren ersten Schauspielkursen bei Tania Balachova (1902–1973) am Pariser Théâtre de la Gaîté, standen aber hier zum ersten Mal in ihrer langen Theaterkarriere gemeinsam auf der Bühne.

## Textausgaben
- 88 fois l’infinie. L'Avant-Scène théâtre, 2019. (Collection des quatre vents.) ISBN 978-2-7498-1521-3

Deutsche Übersetzung: 88 Tasten Unendlichkeit. Übers. Dorothea Renckhoff. Litag Theaterverlag, München o. J.